# Brian Schweitzer
Pour les articles homonymes, voir Schweitzer.
Brian David Schweitzer, né le 4 septembre 1955 à Havre (Montana), est un homme politique américain, membre du Parti démocrate et gouverneur de l'État du Montana de 2005 à 2013.

## Biographie

### Enfance et études
De souche germano-irlandaise, Brian Schweitzer est né à Havre, une petite ville du centre-nord du Montana. Quatrième d'une famille de six enfants, il grandit dans le ranch familial de Judith Basin, dans le Montana.
Il sort diplômé en sciences et en agronomie de l'université du Colorado et d'une maîtrise en sciences de l'université du Montana en 1980.

### Carrière dans le secteur privé
Son activité professionnelle concernant le développement des techniques d'irrigation le conduit en Afrique, en Asie, en Europe, en Amérique du Sud et, durant sept ans, en Arabie saoudite. Il parle ainsi couramment l'arabe. En 1986, il s'installe définitivement au Montana où il se construit un ranch et devient fermier.

### Carrière politique
Son expérience agricole, reconnue et appréciée, lui permet d'être recruté dans l'administration Clinton, comme secrétaire à l'Agriculture entre 1993 et 1999.
En 2000, il se présente au Sénat américain contre le sénateur républicain conservateur sortant du Montana, Conrad Burns. Schweitzer est battu de justesse avec 47 % des voix contre 51 % à Burns.

#### Gouverneur du Montana
En 2004, Schweitzer n'hésite pas à prendre un colistier républicain, John Bohlinger, pour le poste de lieutenant-gouverneur de l'État, lors de l'élection du gouverneur.
Le 2 novembre 2004, alors que le Montana plébiscite George W. Bush à l'élection présidentielle, les électeurs de l'État élisent également Brian Schweitzer au poste de gouverneur avec 50 % des voix contre 46 % à son adversaire républicain, Bob Brown, alors secrétaire d'État du Montana. Il entre en fonction le 3 janvier 2005.
En décembre 2005, il est le huitième gouverneur le plus populaire du pays avec un taux d'approbation de 65 %, ex æquo avec les gouverneurs Jim Douglas du Vermont et Dave Freudenthal du Wyoming.
Le 4 novembre 2008, il est largement réélu en obtenant 65 % des voix face au républicain Roy Brown bien que l'État favorise le républicain John McCain face au démocrate Barack Obama lors de l'élection présidentielle qui se tient le même jour.

#### Une ambition présidentielle
En 2008, son nom est cité comme l'un des possibles colistiers du candidat démocrate Barack Obama pour l'élection présidentielle américaine. Il fait en outre un discours remarqué sur l'indépendance énergétique des États-Unis lors de la convention nationale démocrate cette année-là.
Il exprime publiquement son intérêt pour une candidature à l'élection de 2016 mais ne se présente finalement pas aux primaires démocrates.

## Vie privée
En 1981, il épouse Nancy Hupp, avec qui il a eu trois enfants.